# Vicekungadömet Brasilien
Vicekungadömet Brasilien (portugisiska: Vice-Reino do Brasil) omfatter perioden från 1500, då portugiserna anlände, fram till 1815, då Förenade kungariket Portugal, Brasilien och Algarve skapades.
Under de 300 åren var ekonomin först baserad på bresilja (1500-talet), sockerproduktion (1500- 1700-talen) och slutligen guld och diamanter (1700-talet). Slavar, framför allt från Afrika men i början inhemskt förslavad ursprungsbefolkning, utförde arbetet.
Till skillnad från de tidigare spanska besittningarna i Sydamerika, förblev den portugisiska besittningen en territoriell enhet även efter självständigheten, vilket skapade den största staten i området.

### Fotnoter
1. ↑  ”World Statesmen”. http://www.worldstatesmen.org/Brazil.html. Läst 5 mars 2012.